# Терешкино (станция, Торжокский район)
Терешкино  — железнодорожная станция в Торжокском районе Тверской области. Входит в состав Мирновского сельского поселения.

## География
Находится в центральной части Тверской области на расстоянии приблизительно 14 км на восток-северо-восток по прямой от районного центра города Торжок у железнодорожной линии Лихославль-Торжок.

## История
Станция была открыта в 1870 году. До 2017 года входила в Клоковское сельское поселение.

## Население
Численность населения: 107 человек (русские 86 %) в 2002 году, 117 в 2010.